# Artūrs Ansons
Artūrs Ansons, né le 9 mars 1984 à Riga, est un coureur cycliste letton, membre de l'équipe Rietumu Bank-Riga jusqu'en juillet 2008.

## Palmarès
- 2001
  - Circuit Het Volk juniors
  - 3e du Trophée des Flandres
- 2004
  -  Médaillé de bronze du championnat d'Europe sur route espoirs
- 2005
  - 3e du championnat de Lettonie du contre-la-montre

## Classements mondiaux
| Année           | 2005   | 2006 |
| --------------- | ------ | ---- |
| UCI Europe Tour | 1 282e | 968e |